# Sulawesi-Erdbeben 2018
Das Sulawesi-Erdbeben 2018 war ein schweres Erdbeben auf der indonesischen Insel Sulawesi. Das Beben mit der Stärke MW 7,5 auf der Momenten-Magnituden-Skala ereignete sich am 28. September um 18:02 Uhr Ortszeit und löste einen Tsunami aus. Der doppelten Naturkatastrophe fielen über viertausend Menschen zum Opfer.

## Erdbeben
Das Erdbeben ereignete sich als Blattverschiebung innerhalb der Molukkensee-Mikroplatte, die einen Teil der Sundaplatte darstellt. Das Epizentrum lag etwa 70 km nördlich der Stadt Palu mit einer Herdtiefe von 20 km, nahe der Palu-Koro-Verwerfung. Die US-amerikanische Erdbebenwarte schätzt aufgrund der Stärke des Bebens die Größe der Bruchzone auf 150 km × 30 km. In Palu wurden Teile der Stadt entlang eines Oberflächenrisses um bis zu 7 Meter gegeneinander verschoben. Eine Besonderheit dieses Bebens war die Geschwindigkeit, mit der sich der Bruch von seinem Entstehungspunkt (dem Hypozentrum) ausbreitete: Üblicherweise liegt die Geschwindigkeit bei 70–90 Prozent der Ausbreitungsgeschwindigkeit der seismischen S-Wellen (Scherwellen), bei diesem Beben war sie mit rund 4100 m/s jedoch deutlich schneller als die Scherwellen. Beben mit dieser Charakteristik werden superschnelle Erdbeben (englisch: supershear earthquakes) genannt, ihre S-Wellen bilden eine destruktive seismische Schockwelle, ähnlich einer Machwelle.
In den Stunden vor dem Hauptbeben kam es zu einer Vielzahl von Vorbeben, das stärkste davon hatte eine Stärke von MW 6,1 und ereignete sich etwa drei Stunden vor dem Hauptbeben. Anschließend kam es zu einer Serie von Nachbeben, von denen das stärkste einen Magnitudenwert von 5,8 erreichte.
Das Hauptbeben war auch noch auf der Nachbarinsel Borneo zu spüren.

## Tsunami

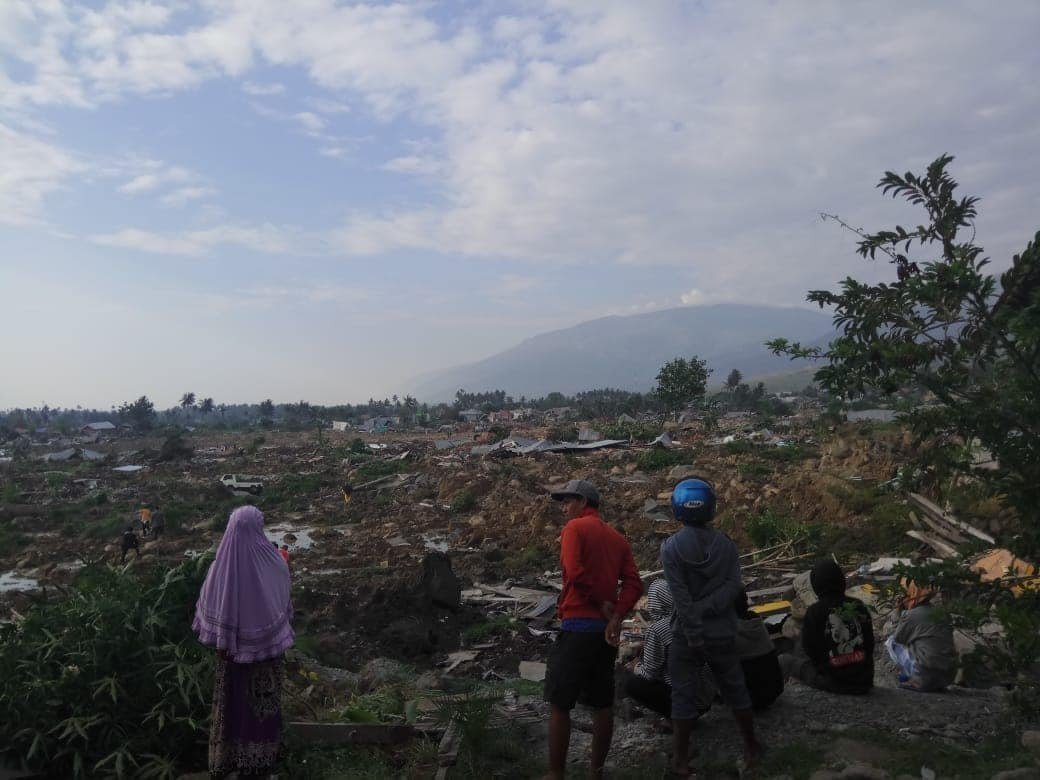
Zerstörungen auf Sulawesi

Das Beben löste einen Tsunami aus, der weite Teile der Stadt Palu und andere Orte entlang der Küste verwüstete. Seine Flutwelle erreichte in manchen Bereichen der Bucht von Palu eine Höhe von bis zu 9 Metern. Laut Sutopo Purwo Nugroho, dem Sprecher der indonesischen Katastrophenschutzbehörde BNPB, war der Tsunami die direkte Folge eines durch das Beben verursachten Hangrutsches am Meeresboden. Späteren Untersuchungen zufolge lösten mehrere kleinere Erdrutsche gemeinsam mit der Absenkung der Bucht während des Bebens den Tsunami aus. Die geografische Lage der Stadt am Ende einer langgezogenen Bucht dürfte den Tsunami lokal verstärkt haben.
Eine entsprechende Warnung der Behörden wurde zwar ausgesprochen, doch eine halbe Stunde später wieder aufgehoben. Zur Zeit des Tsunamis waren noch viele Menschen am Strand unterwegs. Dies hatte internationale Kritik an dem Tsunami-Frühwarnsystem zufolge. Die Behörden wehrten sich gegen die Vorwürfe. Man habe die Warnung erst nach dem Tsunami aufgehoben, so Behördenchefin Dwirkorita.

### Warnsysteme
Alle 22 Bojen des nach 2004 installierten GITEWS-Tsunami-Warnsystems waren bereits seit dem Erdbeben vor Sumatra im Jahr 2016 funktionsunfähig, die landseitigen Messinstrumente arbeiteten. Von einem neuen ergänzenden Warnsystem der für Erdbebenwarnung zuständigen indonesischen Agentur für Geophysik (BMKG) wurde bis dato erst ein Prototyp vor Padang auf Sumatra installiert. Bei diesem Prototyp fehlte außerdem wegen einer geringen Finanzierungslücke von 70.000 Euro die Kommunikationsverbindung. Das aktuell aktive, nicht ganz so effektive Warnsystem arbeitet neben landseitigen Seismografen mit 134 Pegelmessstationen und warnt mit 55 Sirenen und SMS-Sendungen. Da das Erdbeben die Stromzufuhr zu den Sirenen und viele Handymasten zerstört hatte, kam die Warnung nicht bei der Bevölkerung an.

## Opfer und Schäden

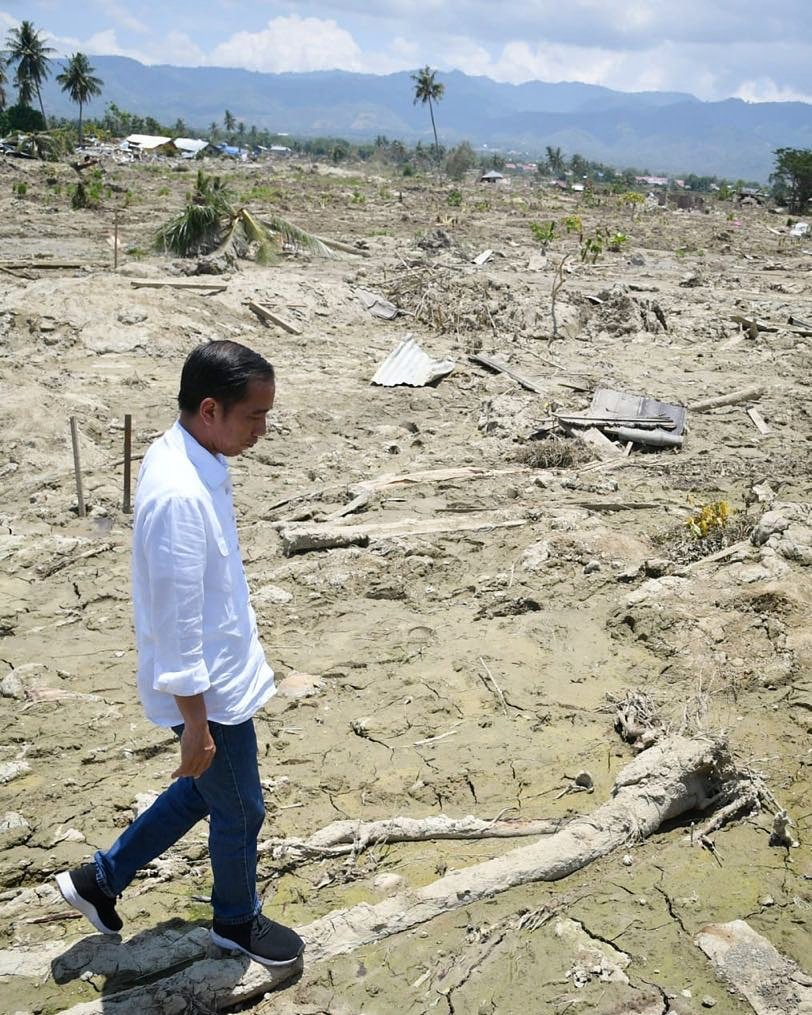
Indonesiens Präsident Joko Widodo am 3. Oktober 2018 im völlig zerstörten Stadtteil Petobo.

Nach Aussage des Gouverneurs von Zentral-Sulawesi, Longki Djanggola, kamen bei der Katastrophe 4340 Menschen ums Leben. Über 14.200 Menschen wurden verletzt, 4612 davon schwer. Mehr als 211.000 mussten in Notunterkünften untergebracht werden. Zeitweise galten über 1300 Menschen behördlich als vermisst. Das Militär wurde zur Unterstützung der Such- und Bergungsaktion entsandt.
Krankenhäuser stießen an die Grenzen ihrer Kapazität, viele Menschen mussten unter freiem Himmel behandelt werden. Aus religiösen Gründen und um den Ausbruch von Seuchen zu verhindern, wurden die Toten in einem Massengrab bestattet. Die religiösen Vorschriften der mehrheitlich muslimischen Bevölkerung sehen eine Beerdigung von Toten innerhalb eines Tages vor. Nicht identifizierte Leichen wurden für eine spätere Identifizierung fotografiert. Die Suche nach Überlebenden wurde am 12. Oktober eingestellt.
Verheerende Schäden entstanden auch durch Bodenverflüssigung, etwa in Petobo, wo über 700 Häuser gleichsam im Boden versunken sind. Bei diesem Stadtteil von Palu trafen Hilfsmannschaften erst am 1. Oktober ein. Im Stadtteil Balaroa sollen 1700 Häuser vom Boden verschluckt worden sein, Wohnblocks sanken bis zu 5 m in den Boden. Es wird befürchtet, dass in diesen Gebieten hunderte Menschen vom Schlamm begraben wurden. Auch der Ort Biromaru war von dem Phänomen betroffen. Nach Berechnungen der Katastrophenschutzbehörde kam es auf insgesamt 430 ha zu Bodenverflüssigung. Die Behörde forderte, dort künftig keine Baugenehmigungen mehr zu erteilen, an Stelle der zerstörten Orte sollten Gedenkstätten, Parks und Sportplätze angelegt werden. Über Gebieten der Stadt Palu, wo noch Verschüttete vermutete werden, wurden zur Prävention von Seuchen von Flugzeugen aus Desinfektionsmittel versprüht.
Etwa 68.000 Häuser wurden zerstört oder beschädigt, dazu 327 Sakralbauten, 265 Schulen, und 45 Gesundheitseinrichtungen. Die Brücke Palu IV stürzte ein und eine wichtige Fernstraße nach Palu wurde durch einen Erdrutsch für einige Tage unpassierbar. Durch beschädigte Straßen gestaltete sich der Transport von Hilfslieferungen in die betroffenen Gebiete schwierig. Die Helfer waren auch fünf Tage nach dem Beben noch nicht zu allen betroffenen Orten vorgedrungen. Es fehlt an Trinkwasser und Lebensmitteln, durch Treibstoffmangel stehen dringend benötigte Pumpen, Generatoren und Fahrzeuge still. Auch andere Orte an der Küste Sulawesis sind betroffen. Aus dem Regierungsbezirk Donggala sowie anderen Gebieten der Provinz Sulawesi Tengah trafen Berichte über Auswirkungen des Bebens erst Tage später ein.
In Palu brach die Stromversorgung großflächig zusammen, was auch den Ausfall von mehr als 500 Sendemasten für den Mobilfunk zur Folge hatte. Auf Sulawesi wurde ein vierzehntägiger Ausnahmezustand ausgerufen, der später um weitere vierzehn Tage verlängert wurde.
Aufgrund von Schäden an Piste und Tower wurde der Flughafen von Palu für Flugzeuge gesperrt. Auf der Landebahn entstanden auf einer Länge von 500 m Risse, daher konnten in den ersten beiden Tagen nur Hubschrauber landen und starten. Am 30. September konnte der Betrieb für Hilfslieferungen per Flugzeuge wieder aufgenommen werden. Auch der Hafen von Pantoloan wurde schwer beschädigt.
Nach Schätzungen der UNO benötigten 191.000 Menschen Nothilfe.
Trotz internationaler Hilfsgelder gestaltete sich die Versorgung der Betroffenen durch die schweren Schäden an der Verkehrs- und Telekommunikations-Infrastruktur als schwierig, viele betroffene Regionen wurden erst nach Tagen von Hilfsmannschaften erreicht. Zu manchen Dörfern, wie dem vom Tsunami verwüsteten Banawa gelangten Helfer erst nach einer Woche. Einzelne Gebiete, zu denen bislang keine Hilfe vorgedrungen war, erreichte das indonesische Rote Kreuz erst nach drei Wochen.
Nach mehr als zwei Wochen nach dem Beben war die Stromversorgung und Telekommunikation in weiten Teilen Palus wiederhergestellt. Straßen zu abgelegenen Regionen waren großteils wieder passierbar, allerdings behinderte herumliegender Schutt noch den Verkehr. Geschäfte, Märkte, Tankstellen und Banken öffneten wieder.
Ende Oktober mussten Vorkehrungen für die bevorstehende Monsunsaison getroffen werden. Die teilweise notdürftig errichteten Notunterkünfte mussten mit wasserdichten Abdeckungen und Moskitonetzen versehen werden. Es wurde der vermehrte Ausbruch von wasserbezogenen Krankheiten befürchtet. Am 21. Oktober 2018 verursachte ein heftiger Regen im vom Erdbeben betroffenen Regierungsbezirk Sigi eine Sturzflut.
Auch ein Jahr später lebten nach Angaben des Roten Kreuzes noch 57.000 Menschen aus 14.000 Haushalten in Notunterkünften. Viele konnten ihre Häuser nicht wiedererrichten, da auf ihrem Grund ein Bauverbot verhängt wurde. Wichtige Infrastruktur war noch immer nicht oder nur teilweise instand gesetzt: Im wichtigen Hafen Pantoloan war nur ein Containerkran einsatzfähig, was das Verladen wichtiger Güter verlangsamte. Ein für die Bewässerung von Feldern wichtiger Damm war noch nicht funktionsfähig und noch immer waren Straßen beschädigt.

## Internationale Hilfe
Indonesien suchte am 1. Oktober um internationale Hilfe an. Minister Wiranto bat besonders um Unterstützung durch Transportflugzeuge. Auch Zelte, Generatoren, Wasseraufbereitungsanlagen, Medizinische Hilfe und Mittel zur Vorbeugung von durch Stechmücken übertragene Krankheiten (wie etwa Malaria) wurden benötigt. USAR-Teams wurden nicht angefordert.
Viele Länder boten Indonesien Hilfestellung an, so etwa: Australien, Brunei, die Volksrepublik China, Dänemark, Deutschland, die EU, Frankreich, Indien, Italien, Japan, Kambodscha, Kanada, Katar, Laos, Malaysia, Neuseeland, Norwegen, Österreich, Papua-Neuguinea, die Philippinen, Russland, Saudi-Arabien, die Schweiz, Singapur, die Slowakei, Spanien, Südkorea, Thailand, Tschechien, Türkei, Ungarn, Venezuela, die USA, das Vereinigte Königreich und Vietnam.
Dreizehn Länder unterstützten den Aufbau einer Luftbrücke mit Transportflugzeugen: Singapur entsandte zwei Lockheed C-130 mit Hilfsgütern nach Indonesien, die anschließend im Land blieben und bei der Evakuierung von Personen in andere indonesische Städte halfen. Auch Neuseeland entsandte eine C-130 mit Hilfslieferungen als Teil der Luftbrücke. Indien entsandte zwei C-130 und eine Boeing C-17 mit Hilfslieferungen, sowie drei Schiffe der Marine. Auch Australien, China, Frankreich, Japan, Malaysia, die Philippinen, die Schweiz, Südkorea, die USA und das Vereinigte Königreich stellten Transportflugzeuge zur Verfügung. Als logistische Drehscheibe für die internationalen Katastrophenhilfslieferungen diente der Flughafen von Balikpapan. Der Betrieb der Luftbrücke wurde am 26. Oktober 2018 eingestellt.
Mehrere Hilfsorganisationen unterstützen die Katastrophenhilfe mit Hilfslieferungen und Helfern vor Ort, darunter der Arbeiter-Samariter-Bund, das ASEAN Coordinating Centre for Humanitarian Assistance, die Catholic Relief Services, Humanity First, die Internationale Organisation für Migration, die Internationale Rotkreuz- und Rothalbmond-Bewegung, I.S.A.R. Germany, die Japan International Cooperation Agency, Oxfam, Save the Children, Swissaid, World Vision International und andere.
| Land/Organisation                                                  | Summe          | Quelle |
| ------------------------------------------------------------------ | -------------- | ------ |
| Australien                                                         | 10.250.000 AU$ | [ 66 ] |
| Belgien                                                            | 200.000 $      | [ 67 ] |
| Italien                                                            | 200.000 €      | [ 24 ] |
| Kambodscha                                                         | 200.000 $      | [ 49 ] |
| Kanada                                                             | 1.500.000 kan$ | [ 50 ] |
| Laos                                                               | 200.000 $      | [ 44 ] |
| Malaysia                                                           | 241.000 $      | [ 44 ] |
| Neuseeland                                                         | 5.000.000 NZ$  | [ 52 ] |
| Norwegen                                                           | 2.525.000 €    | [ 68 ] |
| Österreich                                                         | 1.000.000 €    | [ 53 ] |
| Osttimor                                                           | 750.000 $      | [ 69 ] |
| Schweiz                                                            | 2.500.000 CHF  | [ 24 ] |
| Singapur                                                           | 100.000 $      | [ 61 ] |
| Spanien                                                            | 300.000 €      | [ 57 ] |
| Südkorea                                                           | 1.000.000 $    | [ 33 ] |
| Thailand                                                           | 152.000 $      | [ 44 ] |
| USA                                                                | 11.700.000 $   | [ 70 ] |
| Venezuela                                                          | 10.000.000 $   | [ 58 ] |
| Vereinigtes Königreich                                             | 3.000.000 £    | [ 71 ] |
| Vietnam                                                            | 100.000 $      | [ 60 ] |
|                                                                    |                |        |
| Bevölkerungsfonds der Vereinten Nationen                           | 100.000 $      | [ 24 ] |
| Direct Relief                                                      | 100.000 $      | [ 72 ] |
| Entwicklungsprogramm der Vereinten Nationen                        | 650.000 $      | [ 24 ] |
| Ernährungs- und Landwirtschaftsorganisation der Vereinten Nationen | 200.000 $      | [ 24 ] |
| Europäische Union                                                  | 1.500.000 €    | [ 34 ] |
| IFRC                                                               | 1.250.000 CHF  | [ 24 ] |
| Internationale Organisation für Migration                          | 200.000 $      | [ 57 ] |
| Malteser International                                             | 100.000 €      | [ 57 ] |
| OPEC-Fonds für Internationale Entwicklung                          | 400.000 $      | [ 73 ] |
| UNICEF                                                             | 4.000.000 $    | [ 24 ] |
| UNO Central Emergency Response Fund                                | 15.000.000 $   | [ 57 ] |
| Welternährungsprogramm der Vereinten Nationen                      | 1.500.000 $    | [ 24 ] |

Die Weltbank sagte Indonesien einen Kredit über eine Milliarde US-Dollar zu. Damit soll der Wiederaufbau auf Sulawesi und Lombok, wo sich im Juli und August schwere Erdbeben ereigneten, finanziert werden und betroffene Familien finanziell unterstützt werden. In einer vorläufigen Einschätzung bezifferte die Weltbank den entstandenen Schaden auf Sulawesi mit 500 Millionen US-Dollar, BNPB schätzt den wirtschaftlichen Schaden auf 911 Millionen US-Dollar.
Hilfsorganisationen ersuchten um Spenden zur Unterstützung der betroffenen Bevölkerung.

## Belege
1. 1 2  M 7.5 - 70km N of Palu, Indonesia. In: earthquake.usgs.gov. 2. Oktober 2018, abgerufen am 15. Januar 2021 (englisch).
2. 1 2  Destruction in Palu. In: reuters.com. 4. Oktober 2018, abgerufen am 5. Oktober 2018 (englisch).
3. ↑  Roland Knauer: Sulawesi-Katastrophe 2018: Superschnell und viel zu nah. In: tagesspiegel.de. 4. Februar 2019, abgerufen am 25. Juni 2019.
4. ↑  Anne Socquet, James Hollingsworth, Erwan Pathier, Michel Bouchon: Evidence of supershear during the 2018 magnitude 7.5 Palu earthquake from space geodesy. In: Nature Geoscience. Nr. 12, März 2019, S. 200–205, doi:10.1038/s41561-018-0296-0 (englisch, Artikel online auf researchgate.net).
5. ↑  Maya Wei-Haas: Deadly earthquake traveled at 'supersonic' speeds—why that matters. In: nationalgeographic.com. 4. Februar 2019, abgerufen am 25. Juni 2019 (englisch).
6. ↑  Jason R. Patton, Shinji Toda, Ross Stein, Volkan Sevilgen: The Palu-Koro fault ruptures in a M=7.5 quake in Sulawesi, Indonesia, triggering a tsunami and likely more shocks. In: temblor.net. 28. September 2018, abgerufen am 3. Oktober 2018 (englisch).
7. 1 2  „Brauchen jede Hilfe“. Hunderte Tote nach Tsunami in Indonesien. In: orf.at. 29. September 2018, abgerufen am 29. September 2018.
8. ↑  Post event Tsunami Survey. In: reliefweb.int. ECHO, 16. November 2018, abgerufen am 26. November 2018 (englisch).
9. 1 2 3  Wahyudi Soeriaatmadja, Linda Yulisman: At least 405 killed in Indonesian quake-tsunami as rescuers scramble to reach victims. In: straitstimes.com. 29. September 2018, abgerufen am 29. September 2018 (englisch).
10. ↑  Dagmar Röhrlich: Erdbebenforschung – Wie entstand der Tsunami von Sulawesi? In: deutschlandfunk.de. 13. Dezember 2018, abgerufen am 28. Dezember 2018.
11. ↑  Shinji Sassa, Tomohiro Takagawa: Liquefied gravity flow-induced tsunami: first evidence and comparison from the 2018 Indonesia Sulawesi earthquake and tsunami disasters. In: International Consortium on Landslides (Hrsg.): Landslides. Volume 16. Springer, Berlin / Heidelberg 2019, S. 195–200, doi:10.1007/s10346-018-1114-x (englisch).
12. 1 2  Hundreds dead as quake, tsunami hit Indonesia’s Sulawesi. In: aljazeera.com. 29. September 2018, abgerufen am 29. September 2018 (englisch).
13. ↑  Indonesien: Mehr als 380 Tote bei Beben und Tsunami. In: tagesschau.de. 29. September 2018, abgerufen am 29. September 2018.
14. ↑  UNO: Rund 191.000 Indonesier brauchen nach Tsunami Nothilfe. In: tagesspiegel.de. 1. Oktober 2018, abgerufen am 4. Oktober 2018.
15. ↑  Schutz vor Tsunamis – Warnsysteme stoßen an menschliche Grenzen. In: zdf.de. 1. Oktober 2018, archiviert vom Original am 28. Oktober 2019.
16. ↑  Doug Bock Clark: Why the Tsunami in Indonesia Struck Without Warning. In: newyorker.com. 4. Oktober 2018, abgerufen am 6. Oktober 2018 (englisch).
17. ↑  Central Sulawesi disasters killed 4,340 people, final count reveals. In: reliefweb.int. The Jakarta Post, 30. Januar 2019, abgerufen am 3. Februar 2019 (englisch).
18. 1 2  WHO Indonesia: Sulawesi Earthquake and Tsunami Situation Report #9. In: reliefweb.int. WHO, 19. Oktober 2018, abgerufen am 21. Oktober 2018 (englisch).
19. ↑  UNICEF Indonesia Humanitarian Situation Report No. 2 (31 October 2018). In: reliefweb.int. UNICEF, 31. Oktober 2018, abgerufen am 26. November 2018 (englisch).
20. 1 2 3  Mehr als 2.100 Erdbebenopfer in Indonesien gefunden. In: orf.at. 21. Oktober 2018, abgerufen am 21. Oktober 2018.
21. 1 2  Mass burials to begin as Indonesia toll tops 1,200. In: straitstimes.com. 30. September 2018, abgerufen am 1. Oktober 2018 (englisch).
22. 1 2 3 4  Indonesia tsunami: death toll rises to 844 as rescuers struggle to get to victims - live. In: theguardian.com. 1. Oktober 2018, abgerufen am 1. Oktober 2018 (englisch).
23. ↑  Hannah Ellis-Petersen: Indonesia tsunami: food and water run out as death toll tops 1,200. In: theguardian.com. 2. Oktober 2018, abgerufen am 2. Oktober 2018 (englisch).
24. 1 2 3 4 5 6 7 8 9 10 11 12 13  Central Sulawesi Earthquake & Tsunami: Humanitarian Country Team Situation Report. (PDF (237 kB)) In: reliefweb.int. Humanitarian Country Team in Indonesia, 16. Oktober 2018, abgerufen am 17. Oktober 2018 (englisch).
25. ↑  Holger Senzel: Nach Erdbeben in Indonesien: „Hier stand mein Dorf“. In: tagesschau.de. 4. Oktober 2018, abgerufen am 4. Oktober 2018.
26. ↑  Anne Barker: Indonesia tsunami: Balaroa and Petobo face being turned into mass graves after earthquake. In: abc.net.au. 2. Oktober 2018, abgerufen am 5. Oktober 2018 (englisch).
27. ↑  Situation Update No. 9: M7.4 Earthquake & Tsunami Sulawesi, Indonesia. (PDF (3,44 MB)) In: reliefweb.int. ASEAN Coordinating Centre for Humanitarian Assistance on disaster management, 8. Oktober 2018, abgerufen am 11. Oktober 2018 (englisch).
28. ↑  Indonesien: Tausende auf Sulawesi vermisst. In: diepresse.com. 9. Oktober 2018, abgerufen am 11. Oktober 2018.
29. 1 2  Karina M. Tehusijarana: Central Sulawesi quake, tsunami inflicted US$911 million in losses: Govt. In: thejakartapost.com. 22. Oktober 2018, abgerufen am 26. Oktober 2018 (englisch).
30. 1 2 3  Indonesia tsunami: Frustration in remote areas waiting for aid. In: bbc.com. 3. Oktober 2018, abgerufen am 4. Oktober 2018 (englisch).
31. 1 2  Indonesia: Red Cross aid reaches shattered communities in Palu and Donggala. In: reliefweb.int. IFRC, 5. Oktober 2018, abgerufen am 5. Oktober 2018 (englisch).
32. ↑  Francis Chan: Sulawesi quake: Death toll crosses 1,200 as rescuers race to reach victims. In: straitstimes.com. 30. September 2018, abgerufen am 1. Oktober 2018 (englisch).
33. 1 2 3  Situation Update No. 4: M7.4 Earthquake & Tsunami Sulawesi, Indonesia. (PDF (2,4 MB)) In: reliefweb.int. ASEAN Coordinating Centre for Humanitarian Assistance on disaster management, 2. Oktober 2018, abgerufen am 3. Oktober 2018 (englisch).
34. 1 2 3 4  Nach Tsunami in Indonesien: Zehntausende benötigen Nothilfe. In: tagesschau.de. 1. Oktober 2018, abgerufen am 2. Oktober 2018.
35. 1 2  Hannah Ellis-Petersen: Indonesia tsunami: crisis worsens as aid struggles to reach island. In: theguardian.com. 4. Oktober 2018, abgerufen am 4. Oktober 2018 (englisch).
36. ↑  Indonesia: Massive relief effort under way three weeks after earthquake and tsunami. In: reliefweb.int. IFRC, 18. Oktober 2018, abgerufen am 21. Oktober 2018 (englisch).
37. ↑  Red Cross: 40,000 reached with emergency aid after Indonesian tsunami and earthquake as monsoon season looms. In: reliefweb.int. IFRC, 26. Oktober 2018, abgerufen am 26. Oktober 2018 (englisch).
38. ↑  Asia and the Pacific: Weekly Regional Humanitarian Snapshot (16 - 22 Oct 2018). In: directrelief.org. OCHA, 22. Oktober 2018, abgerufen am 26. Oktober 2018 (englisch).
39. ↑  Indonesia: 57,000 people homeless one year after Sulawesi earthquakes, tsunami and liquefaction. In: reliefweb.int. IFRC, 23. September 2019, abgerufen am 26. September 2019 (englisch).
40. ↑  Nivell Rayda: One year on, businesses in quake-hit Palu still reeling from economic slowdown. In: channelnewsasia.com. 8. September 2019, abgerufen am 26. September 2019 (englisch).
41. 1 2  Indonesien bittet um internationale Hilfe. In: orf.at. 1. Oktober 2018, abgerufen am 1. Oktober 2018.
42. 1 2 3  Nur Asyiqin Mohamad Salleh: Indonesia gets swift offers of aid from global community. In: straitstimes.com. 1. Oktober 2018, abgerufen am 2. Oktober 2018 (englisch).
43. ↑  Sulawesi earthquake and tsunami. Australisches Außenministerium, 30. September 2018, abgerufen am 1. Oktober 2018 (englisch).
44. 1 2 3 4 5  ASEAN Member States' Response to Central Sulawesi Earthquake. (PDF (1 MB)) In: reliefweb.int. ASEAN Coordinating Centre for Humanitarian Assistance on disaster management, 10. Oktober 2018, abgerufen am 11. Oktober 2018 (englisch).
45. 1 2 3  Central Sulawesi Earthquake: Resource Tracking in Palu. (PDF (214 kB)) In: directrelief.org. OCHA, 9. Oktober 2018, abgerufen am 10. Oktober 2018 (englisch).
46. ↑  Internationale Hilfe für Indonesien - Mindestens 844 Tote. In: zeit.de. 1. Oktober 2018, abgerufen am 5. Oktober 2018.
47. 1 2 3 4 5  Sulawesi quake: Indonesia prepares regulation for foreign aid. In: straitstimes.com. 5. Oktober 2018, abgerufen am 6. Oktober 2018 (englisch).
48. 1 2  Operation Samudra Maitri: India's Assistance to Earthquake and Tsunami affected areas in Indonesia. Indisches Außenministerium, 3. Oktober 2018, abgerufen am 4. Oktober 2018 (englisch).
49. 1 2 3  Situation Update No. 6: M7.4 Earthquake & Tsunami Sulawesi, Indonesia. (PDF (2,81 MB)) In: reliefweb.int. ASEAN Coordinating Centre for Humanitarian Assistance on disaster management, 4. Oktober 2018, abgerufen am 5. Oktober 2018 (englisch).
50. 1 2  Canada providing emergency aid to Indonesia. In: canada.ca. 2. Oktober 2018, abgerufen am 6. Oktober 2018 (englisch).
51. ↑  Zatul Iffah Zolkiply: Malaysia to send aid to Sulawesi. In: nst.com.my. 29. September 2018, abgerufen am 1. Oktober 2018 (englisch).
52. 1 2 3  Winston Peters: Further NZ help for Sulawesi. In: govt.nz. 4. Oktober 2018, abgerufen am 4. Oktober 2018 (englisch).
53. 1 2  Naturkatastrophe in Indonesien: Mehr als 1.200 Tote. In: kurier.at. 2. Oktober 2018, abgerufen am 5. Oktober 2018.
54. ↑  Papua sends medical team to Palu. In: reliefweb.int. 12. Oktober 2018, abgerufen am 17. Oktober 2018 (englisch).
55. 1 2 3  Situation Update No. 7: M7.4 Earthquake & Tsunami Sulawesi, Indonesia. (PDF (3,03 MB)) In: reliefweb.int. ASEAN Coordinating Centre for Humanitarian Assistance on disaster management, 5. Oktober 2018, abgerufen am 5. Oktober 2018 (englisch).
56. ↑  Sammeltag für Opfer in Indonesien. In: bote.ch. 5. Oktober 2018, abgerufen am 5. Oktober 2018.
57. 1 2 3 4 5  Situation Update No. 5: M7.4 Earthquake & Tsunami Sulawesi, Indonesia. (PDF (2,69 MB)) In: reliefweb.int. ASEAN Coordinating Centre for Humanitarian Assistance on disaster management, 3. Oktober 2018, abgerufen am 3. Oktober 2018 (englisch).
58. 1 2  Situation Update No. 8: M7.4 Earthquake & Tsunami Sulawesi, Indonesia. (PDF (5,38 MB)) In: reliefweb.int. ASEAN Coordinating Centre for Humanitarian Assistance on disaster management, 7. Oktober 2018, abgerufen am 7. Oktober 2018 (englisch).
59. ↑  Nicola Smith, Dewi Loveard, Rozina Sabur: Britain sending experts to Indonesia in aftermath of devastating earthquake. In: telegraph.co.uk. 1. Oktober 2018, abgerufen am 2. Oktober 2018 (englisch).
60. 1 2  Vietnam offers aid to victims of quakes, tsunami in Indonesia. In: inquirer.net. 3. Oktober 2018, abgerufen am 3. Oktober 2018 (englisch).
61. 1 2  Nur Asyiqin Mohamad Salleh: Sulawesi quake: Singapore deploys C-130 aircraft to quake-stricken Indonesia. In: straitstimes.com. 2. Oktober 2018, abgerufen am 3. Oktober 2018 (englisch).
62. ↑  Nike Ching, Marissa Melton: Statement by USAID Spokesperson Clayton M. McCleskey on Additional Humanitarian Assistance for People Affected by the Earthquake and Tsunami in Indonesia. In: reliefweb.int. USAID, 6. Oktober 2018, abgerufen am 6. Oktober 2018 (englisch).
63. ↑  Central Sulawesi Earthquake: International Deployed Assets (as of 07 October 2018). (PDF (153 kB)) In: reliefweb.int. OCHA, 7. Oktober 2018, abgerufen am 7. Oktober 2018 (englisch).
64. ↑  AHA Centre Situation Update No. 15 - FINAL: M 7.4 Earthquake and Tsunami, Sulawesi, Indonesia - Friday, 26 October 2018, 12:00 hrs (UTC+7). In: reliefweb.int. ASEAN Coordinating Centre for Humanitarian Assistance, 26. Oktober 2018, abgerufen am 26. Oktober 2018 (englisch).
65. ↑  Deutsche Hilfsgüter und Retter in Palu eingetroffen. In: isar-germany.de. 6. Oktober 2018, abgerufen am 10. Oktober 2018.
66. ↑  Further Australian support following the Sulawesi earthquake and tsunami. Australisches Außenministerium, 6. Oktober 2018, abgerufen am 6. Oktober 2018 (englisch).
67. ↑  FAO and Belgium collaboration contributes to the recovery of earthquake- and tsunami-affected farming communities in Central Sulawesi. In: reliefweb.int. FAO, 13. Dezember 2018, abgerufen am 28. Dezember 2018 (englisch).
68. ↑  Norway increases support for victims of earthquake in Indonesia. Norwegische Regierung, 8. Oktober 2018, abgerufen am 8. Oktober 2018 (englisch).
69. ↑  Facebook-Auftritt des Außenministeriums Osttimors: MNEK, 15 Outubru 2018 – Governu Timor-Leste liuhosi Ministeriu Negósius Estranjeirus no Kooperasaun, entrega simbólikamente ajuda umanitáriu ba vítimas dezastre natural (rai nakdoko no tsunami) ne’ebé maka akontese iha Palu, Sulawesi - Indonézia iha loron 28, fulan Setembru liubá ho montante US$ 750.000, hanesan jéstu solidariedade Timor-Leste ba Indonézia., abgerufen am 15. Oktober 2018.
70. ↑  Indonesia Earthquakes and Tsunami, Fact Sheet #2. (PDF (207 kB)) In: reliefweb.int. USAID, 26. Oktober 2018, abgerufen am 26. November 2018 (englisch).
71. ↑  UK aid sending shelter and water purifiers to help people left homeless by Indonesian disasters. In: gov.uk. 3. Oktober 2018, abgerufen am 4. Oktober 2018 (englisch).
72. ↑  Lara Cooper: Indonesia Tsunami: Direct Relief Issues $100,000 Emergency Operating Grant to Local Response Group. In: directrelief.org. 3. Oktober 2018, abgerufen am 4. Oktober 2018 (englisch).
73. ↑  OFID approves $1 million in emergency grants to Indonesia, Yemen. In: reliefweb.int. OFID, 9. Oktober 2018, abgerufen am 10. Oktober 2018 (englisch).
74. ↑  Weltbank gewährt Indonesien Milliardenkredit. In: dw.com. 14. Oktober 2018, abgerufen am 17. Oktober 2018.
75. ↑  Jetzt spenden: Erdbeben Tsunami Indonesien. In: Aktion Deutschland Hilft. 2018, abgerufen am 10. Oktober 2018.
76. ↑  Spenden nach Naturkatastrophe in Indonesien. In: spendeninfo.at. 9. Oktober 2018, abgerufen am 10. Oktober 2018.
77. ↑  Katastrophale Lage nach Tsunami in Indonesien. In: Glückskette. 2018, abgerufen am 10. Oktober 2018.